# Chasmina multipunctata
Chasmina multipunctata là một loài bướm đêm trong họ Noctuidae.